# Link building
No campo da otimização de mecanismos de busca (SEO), o link building (construção de links, em português) descreve ações que visam aumentar o número e a qualidade dos links de entrada (backlinks) para uma página da web com o objetivo de elevar o ranqueamento dessa página ou site nos resultados dos mecanismos de pesquisa.  O link building tem um papel fundamental na elevação do posicionamento do site, contribuindo para gerar mais negócios através de uma posição destacada e de referência em seu segmento. Esse ganho de posições está diretamente ligado à autoridade que ser mencionado e receber o link de outro site relevante passa como sinal aos buscadores. Quanto mais relevante for o site que faz o backlink, maior autoridade passada.
Esta prática depende de uma estratégia holística de SEO e marketing digital focada primeiramente em conteúdo útil e de alta qualidade, com impacto direto no sucesso orgânico do site.

### Estratégia
As ações focadas em aquisição de links precisam ser estratégicas e naturais. Muitos sites utilizem técnica ilícitas, chamadas de Black Hat, como a compra e troca de links, isso pode gerar punições e perda de posições por parte do buscador. Algumas práticas que são comumente utilizadas e efetivas são:
- Conteúdo Skyscraper (arranha céu): Consiste em fazer um conteúdo tão bom que naturalmente receberá links
- Correção de links quebrados: Encontrar links quebrados na internet e sugerir a correção para uma página do seu site
- Guest Post: Fazer uma troca de conteúdos relevantes com um parceiro
- Menção sem link: Encontrar menções à sua marca sem o link para o site (utilizando o Google Alerts)
- Investir em assessoria de imprensa: Conquistar links e menções em portais relevantes